# Arròs covat
Arròs covat és una sèrie d'animació creada pel dibuixant Juanjo Sáez, dirigida per Kike Maíllo i estrenada pel canal 33 de Televisió de Catalunya el 29 de setembre de 2009. La sèrie és protagonitzada per Xavi Masdéu, un dissenyador gràfic de 35 anys que ha de refer la seva vida després que la seva xicota, la Sònia, trenqui la relació. El mateix Sáez ho explica com "el conflicte de fer-se gran".
El nom de la sèrie fa referència al refrany "covar-se l'arròs", que significa haver perdut l'edat adequada per fer quelcom concret. Es tractà d'una proposta innovadora dins del panorama televisiu europeu, ja que els capítols s'estrenaven abans a la web que a la televisió.

## Argument
Xavi Masdéu és un home de 35 anys que té la sensació d'estar perdent les oportunitats i considera que se li està covant l'arròs. Malgrat tenir un estudi de disseny gràfic, ser una persona cosmopolita i estar enamorat de la seva xicota Sònia, comença a repensar-se la seva relació amb ella quan s'adona que no para de voler totes les dones amb les quals es troba, com la jove Luz. Quan la Sònia se separa del Xavi, aquest ha de reconsiderar tot el seu món professional i sentimental, i assumir la seva maduresa.
A més del Xavi, apareixen altres personatges a la sèrie, com els seus companys d'estudi Lluís i Ricard, o la seva tia Paquita, amb qui sol menjar arròs cada dijous. Cada capítol sol anomenar-se amb un tipus d'arròs, que guarda una relació amb la temàtica de la trama de l'episodi.

## Estil
El dibuix presenta totes les situacions com si fos un còmic, amb vinyetes en les quals es desenvolupen les accions com en qualsevol altra sèrie d'animació. El rostre dels personatges no sol mostrar ulls ni boca excepte en determinades ocasions, però el dibuix té més detalls i manté l'estil de Juanjo Sáez.
La trama d'Arròs covat té lloc a Barcelona i hi ha múltiples referències a la ciutat a la trama. En Xavi resideix al barri de Gràcia, considerat com un dels barris avantguardistes i culturals de la Ciutat Comtal, i per això cada capítol sol comptar múltiples referències a la cultura pop i fins i tot paròdies de l'ambient modern del barri. Els protagonistes s'expressen en català, encara que sol alternar-se amb el castellà en el cas de certs personatges que desconeixen la llengua.
A més del mateix Sáez, entre l'equip creador de la sèrie destaquen Oriol Capel, guionista habitual de la sèrie Aída, i el realitzador Kike Maíllo, autor de diversos videoclips de Manos de Topo o de la pel·lícula de ciència-ficció EVA.
La música fa un paper important a la sèrie, amb referències a l'escena cultural independent. La música original està composta pel col·lectiu Maik Maier, incloent-hi el tema d'obertura interpretat per Miguel Àngel Blanca, cantant del grup Manos de Topo. A més, s'inclouen a la banda sonora grups del segell BCore i es parodien artistes com el disc jockey Marc Piñol (DJ de mierda) o el cantant Joe Crepúsculo.
Encara que es va començar a emetre a El 33 des del 29 de setembre de 2009, Televisió de Catalunya penja anteriorment els capítols a la seva pàgina web i al seu canal de Youtube, motiu pel qual estan disponibles per a tothom. L'ús d'internet, on el personatge de Xavi Masdéu té un perfil a Facebook, ha ajudat a expandir la sèrie més enllà de Catalunya, i va servir perquè la televisió pública catalana la renovés per una segona temporada.

## Premis i reconeixements
- 2010 - Expotoons (Argentina)
- 2010 - Premio Ondas al millor programa de tele no estatal.

## Curiositats
- A la capçalera de la sèrie el Xavi cuina arròs, però sempre se li cova perquè s'entreté a mirar vídeos a Youtube. A cada capítol se'n pot veure un de diferent (com el Numa numa dance o una màquina de Goldberg).
- La veu del protagonista és el cantant Joan Dausà del grup de música Joan Dausà i els Tipus d'Interès.